# Вера Грбић
Вера Грбић (Београд, 30. септембар 1949), је пејзажни архитекта.

## Биографија
Рођена 1949. године у Београду. После завршене Архитектонско техничке школе у Београду уписује Шумарски факултет Универзитета у Београду, Одсек за хортикултуру 1969. године. Дипломира 1974. године и ради као инжењер хортикултуре у Бироу за планирање и пројектовање, ЈКП „Зеленило-Београд“ од 1977-2009. године на пословима и задацима одговорног пројектанта и стручног сарадника на изради Планске документације. Домен рада јој је био пројектовање и стручни надзор на Пројектима реконструкције, санације и ревитализације Градских паркова и других категорија зелених простора, стамбених блокова, рекреативних шума, градских саобраћајница.

## Стручни боравци у иностранству
Шест месеци током 1984. године радила у оквиру Боскопске берзе (De Boskoopse Veling B.A.) и са планерском групом Институту за шумарство и пејзажно планирање (Rijksinstituut voor Onderzoek in de Bos- en Landschapsbouw De Dorschkamp, Wageningen, Holland).
Године 1987. борави три месеца на Универзитету у Висконсину (University of Wisconsin, Madison, USA) где је радила са проф. Вилијамом Тишлером (William Tishler) на очувању природног и културног наслеђа Висконсина и у оквиру Центра свести о човековом окружењу (The Environmental Awareness Center) на концепту "Circle City" Фила Луиса (Philip H. Lewis Jr.).
Од маја до октобра 1989. године у Федералном институту за шумарство (Swiss Federal Institute for Forest, Snow and Landscape Research (FSL) -Birmensdorf ) Швајцарска део је тима високопланинског противлавинског пошумљавања блиског ревитализацији природних предела.

## Научни и стручни скупови
Учествовала на научним скуповима Међународног удружења за хортикултурне науке (ISHS) Geisenheim (Немачка) септембра 1987, Skierniewicе (Пољска) септембар 1988. и Antibes (Француска) фебруар 1995. године, као и на сусрету Удружења пејзажних архитеката Америке (ASLA) на тему "Проблем очувања приобаља Мисисипија" (30. мај 1987, La Crosse, USA). Као коаутор учествује на 17. светском конгресу Међународне федерације управе паркова и рекреативних простора (International Federation of Park and Recreation Administration World Congress, Антверпен, Белгија) 1995, а 1996. на међународној конференцији „Architecture and Urbanism at the Turn of the Millennium“. у Београду. Године 2007. излаже своје радове на годишњој конференцији Европског савета школа пејзажне архитектуре (18th International Annual ECLAS Conference „Landscape Assesment – From Theory to Practice: Applications in Planning and Design“).

## Конкурси
- 1980. коаутор идејног решења Спомен-парка у Бечеју равноправно подељена прва и друга награда
- 1982. коаутор идејног решења Парк-шуме Горица у Титограду IV награда;
- 1985. коаутор идејног решења Јабланица;
- 2002. Успешно учешће на конкурсу The Japan World Exposition 1970 Commemorative Fund (JEC FUND) за доделу средстава за изградњу јапанских вртова;[1].

## Пројекти
- 1991-1993. пројекат реконструкције и ревитализације историјског парка Топчидер
- 1996. хортикултурни пројекат парка Ћирило и Методије
- 1996. реконструкција дрвореда Крунске улице
- 2000. реконструкција Карађорђевог парка
- 2002-2004. пројекат ”Јапански врт” у оквиру Ботаничке баште ”Јевремовац” у Београду
- 2004. партер испред Скупштине града Београда
- 2004. реконструкција сквера на Студентском тргу
- 2005. реконструкција сквера испред Дома војске
- 2009. реконструкција Вождовачког парка
- 2012. реконструкција Миљаковачког парка[1].

- Завршни радови у парку
 Ћирило и Методије
(1. мај 1996).
- Садња ружа стаблашица
 у парку Ћирило и Методије
(1. мај 1996).
- Парк Ћирило и Методије на дан отварања после реконструкције (6. мај 1996).
- Радови на језеру у Јапанском врту (март 2004).
- Подизање дрвеног моста
 (март 2004).
- Јапански врт по отварању
 (мај 2004).
- Партер испред Скупштине града Београда.
- Сквер на Студентском тргу.
- Реконструкција сквера испред Дома војске (јули 2005).
- Формирање дрвореда око сквера испред Дома војске
(август 2006).
- Сквер испред Дома војске
(август 2009).
- Реконструкција Вождовачког парка
 (јули 2009).
- Отварање реконструисаног
 Вождовачког парка
 (23. новембар 2009).
- Плакета утиснута у стазу
 Вождовачког парка.
- Вождовачки парк по отварању (мај 2010).
- Реконструкција Миљаковачког парка
 (мај 2012).
- Миљаковачки парк (мај 2012).

## Остале активности
- 1978 коаутор едиције: Наш врт - уређивање кућног врта, украсно дрвеће и шибље, живе ограде и травњаци. Мала пољопривредна библиотека. Београд;
- 1996. један од десет оснивача Удружења пејзажних архитеката Југославије (УПА) и први секретар тог удружења (сада УПАС);
- 1996. коаутор рада: Предлог програма развоја плана града са аспекта заштите и унапређења природе и предела на примеру Београда, у оквиру Научне монографије "Планирање и уређење природних предела" Удружења урбаниста Србије;
- 1996. коаутор рада: Модел ревитализације Кумодрашког потока на 5. конгресу еколога Југославије у Београду објавњеног у часопису Екологија 33: 401-410;
- 1998. коаутор рада: Нестајење зелених површина и квалитет живота у граду. Трибина "На прагу III миленијума Београд у транзицији - бесправна / беспланска градња”. Центар за културну деконтаминацију;
- 1998-2000. год. Члан стручног савета пројекта комплекса железничке станице Београд центар;
- 2000. израда Базе података и ивентаризација биљних врста јавног градског зеленила;
- од 2003. стални члан Комисије за модернизацију београдских улица у Секретаријату за саобраћај.